# 共面
在幾何學中，共面或共平面是指幾何形狀落在同一平面上的關係。

## 性質
- 三個不共線的點必共面，而四個點以上不一定會共面。
- 一條直線和直線外一點必共面。
- 兩條直線相交，則它們必共面。
- 兩條平行直線必共面。